# Eric Smiley
Eric Boyd Smiley (Belfast, Reino Unido, 28 de junio de 1951) es un jinete irlandés que compitió en la modalidad de concurso completo.
Ganó dos medallas de bronce en el Campeonato Europeo de Concurso Completo, en los años 1993 y 1995. Participó en dos Juegos Olímpicos de Verano, en los años 1992 y 1996, ocupando el octavo lugar en Barcelona 1992, en la misma prueba.

## Palmarés internacional
| Campeonato Europeo | Campeonato Europeo          | Campeonato Europeo | Campeonato Europeo |
| Año                | Lugar                       | Medalla            | Categoría          |
| ------------------ | --------------------------- | ------------------ | ------------------ |
| 1993               | Achselschwang (Alemania)    | Medalla de bronce  | Por equipos        |
| 1995               | Pratoni del Vivaro (Italia) | Medalla de bronce  | Por equipos        |